# Ireneusz Krosny
Ireneusz Krosny (ur. 31 marca 1968 w Tychach) – polski aktor, mim, specjalizujący się w pantomimie komicznej.

## Życiorys
Swoją karierę rozpoczął w Teatrze Ruchu i Pantomimy Migreska pod kierunkiem Zbigniewa Skorka, mając 14 lat. Już w tym czasie teatr ten osiągał sukcesy, m.in. przedstawienie „Dzień Ćpuna” stało się znane w skali całego kraju. W 1986 r. założył amatorski Teatr Pantomimy i Ruchu „Satori”, a w 1989 r. Scenę Pantomimy KUL „Gnoma”, którą prowadził przez trzy lata. Od 1992 r. funkcjonuje we własnym „Teatrze Jednego Mima”.
Faktyczna kariera „Teatru Jednego Mima” rozpoczęła się w sezonie 1995/1996 zdobyciem trzech Grand Prix na trzech najważniejszych festiwalach kabaretowych w Polsce (PaKA w Krakowie – 1996; Biesiady Humoru i Satyry w Lidzbarku Warmińskim – 1995; Mazurskie Lato Kabaretowe „Mulatka” w Ełku – 1996). Prowadzi warsztaty pantomimiczne w Akademii Sztuk Teatralnych im. Stanisława Wyspiańskiego w Krakowie i Wyższej Szkole Teatralnej w Wilnie. W 1998 roku zdobył wyróżnienie „The Critics’ Choice” amerykańskiego magazynu artystycznego „Chicago Reader” dla najlepszego spektaklu w Chicago. W tym samym roku został laureatem głównej nagrody festiwalu kabaretowego „Kataryniarze” w Gdańsku. W 2000 roku nagrodzony został nagrodą im. Andrzeja Waligórskiego „Andrzej 2000”, a w roku 2008 otrzymał Złotą Różę Festiwalu w Montreux (Szwajcaria) for the best international act.
Występował na scenach Europy, Rosji, Kanady, Stanów Zjednoczonych, Chin, Korei Południowej i Islandii. Jest laureatem kilku festiwali krajowych i zagranicznych poświęconych twórczości kabaretowej, komediowej oraz pantomimicznej. Brał udział w kilkudziesięciu programach telewizyjnych na antenie TVP1, TVP2, Polsatu i TVN, a także telewizji zagranicznych.
Posiada oryginalny, własny styl. Podczas spektakli nie stosuje makijażu, występuje w czarnym trykocie, w otoczeniu ubogiej scenografii. Treść jego autorskich etiud dotyczy przejawów życia społecznego i towarzyskiego, z elementami abstrakcji i absurdu, zwykle są one zakończone zaskakującą pointą i przesłaniem.